# Nederlandse Vereniging voor Volkskrediet
De Nederlandse Vereniging voor Volkskrediet (NVVK) is een Nederlandse koepelorganisatie voor schuldhulpverlening waar meer dan negentig openbare instellingen en private ondernemingen die financiële diensten aanbieden, bij zijn aangesloten.
De organisatie werd in 1932 opgericht om de woeker te bestrijden in Nederland. Sindsdien is de dienstverlening uitgebreid tot informatie en advies, budgetbeheer, stabilisatie, saneringskredieten, schuldbemiddeling, herfinancieringen en betalingsregelingen.
De NVVK wil financiële problemen van mensen zoveel mogelijk bestrijden. De leden bieden aan om schulden op te lossen of beheersbaar te maken.
De leden helpen zonder winstoogmerk zowel particulieren als ondernemers. De dienstverlening gebeurt op basis van de Gedragscode Schuldhulpverlening en de Gedragscode Sociale Kredietverlening. De leden worden periodiek onderworpen aan een onafhankelijke audit.